# Lukáš Lacko
Lukáš Lacko (Zvolen, 3 november 1987) is een Slowaakse tennisser.

## Carrière
Sinds 2004 speelt Lacko professioneel tennis. Hij speelde zijn eerste (en tot nu toe enige) ATP-finale in 2012, toen hij in de finale van het ATP-toernooi van Zagreb verloor van Michail Joezjny met 6-2 en 6-3.
Op de ATP Challenger Tour won Lacko tot op heden vijf toernooien.

## Palmares
| Legenda                       | Legenda               |
| ----------------------------- | --------------------- |
| Grand Slam                    |                       |
| Olympische Spelen             |                       |
| tot 2009                      | vanaf 2009            |
| Tennis Masters Cup            | ATP Finals            |
| ATP Masters Series            | ATP Tour Masters 1000 |
| ATP International Series Gold | ATP Tour 500          |
| ATP International Series      | ATP Tour 250          |

### Enkelspel
| Nr.                  | Datum             | Toernooi       | Ondergrond    | Tegenstander in finale | Score            |         |
| -------------------- | ----------------- | -------------- | ------------- | ---------------------- | ---------------- | ------- |
| verloren finales     |                   |                |               |                        |                  |         |
| 1.                   | 5 februari 2012   | ATP Zagreb     | Hardcourt (i) | Michail Joezjny        | 2-6, 3-6         | details |
| 2.                   | 30 juni 2018      | ATP Eastbourne | Gras          | Mischa Zverev          | 4-6, 4-6         | details |
| Gewonnen challengers |                   |                |               |                        |                  |         |
| 1.                   | 21 oktober 2007   | Kolding        | Hardcourt (   | Gilles Müller          | 7-6(3), 6-4      |         |
| 2.                   | 24 mei 2009       | Fergana        | Hardcourt     | Sam Groth              | 4-6, 7-5, 7-6(4) |         |
| 3.                   | 1 november 2009   | Seoel          | Hardcourt     | Dusan Lojda            | 6-4, 6-2         |         |
| 4.                   | 25 september 2011 | Izmir          | Hardcourt     | Marsel İlhan           | 6-4, 6-3         |         |
| 5.                   | 20 november 2011  | Bratislava     | Hardcourt (i) | Ricardis Berankis      | 7-6(7), 6-2      |         |
| 6.                   | 18 november 2012  | Helsinki       | Hardcourt (i) | Jarkko Nieminen        | 6-3, 6-4         |         |
| 7.                   | 10 november 2013  | Bratislava     | Hardcourt (i) | Lukáš Rosol            | 6-4, 4-6, 6-4    |         |
| 8.                   | 12 oktober 2014   | Tashkent       | Hardcourt     | Serhij Stachovsky      | 6-2, 6-3         |         |
| 9.                   | 27 september 2015 | Izmir          | Hardcourt     | Marius Copil           | 6-3, 7-6(5)      |         |
| 10.                  | 12 november 2017  | Bratislava     | Hardcourt (i) | Marius Copil           | 6-4, 7-6(4)      |         |
| 11.                  | 19 november 2017  | Brescia        | Tapijt (i)    | Laurynas Grigelis      | 6-1, 6-2         |         |
| 12.                  | 6 mei 2018        | Glasgow        | Hardcourt (i) | Lucas Vanni            | 4-6, 7-6(3), 6-4 |         |

### Dubbelspel
| Nr.                  | Datum             | Toernooi            | Ondergrond    | Partner        | Tegenstanders in finale              | Score             | Details |
| -------------------- | ----------------- | ------------------- | ------------- | -------------- | ------------------------------------ | ----------------- | ------- |
| verloren finales     |                   |                     |               |                |                                      |                   |         |
| 1.                   | 23 september 2012 | ATP Sint-Petersburg | Hardcourt (i) | Igor Zelenay   | Rajeev Ram Nenad Zimonjić            | 2-6, 6-4, [6-10]  | details |
| Gewonnen challengers |                   |                     |               |                |                                      |                   |         |
| 1.                   | 30 april 2006     | Dharwad             | Hardcourt     | Kamil Capkovic | Sanchai Ratiwatana Sochat Ratiwatana | 6-3, 7-5          |         |
| 2.                   | 13 september 2009 | Saint-Remy          | Hardcourt     | Jiri Krkoska   | Ruben Bemelmans Niels Desein         | 6-1, 3-6, [10-3]  |         |
| 3.                   | 20 november 2011  | Bratislava          | Hardcourt (i) | Jan Hájek      | Lukáš Rosol David Škoch              | 7-5, 7-5          |         |
| 4.                   | 12 oktober 2014   | Tashkent            | Hardcourt     | Ante Pavic     | Frank Moser Alexander Satschko       | 6-3, 3-6, [13-11] |         |

## Resultaten grote toernooien
| Legenda | Legenda                          |
| ------- | -------------------------------- |
| g.t.    | geen toernooi gehouden           |
| l.c.    | lagere categorie                 |
| –       | niet deelgenomen                 |
| G       | uitgeschakeld in de groepsfase   |
| 1R      | uitgeschakeld in de eerste ronde |
| 2R      | uitgeschakeld in de tweede ronde |
| 3R      | uitgeschakeld in de derde ronde  |
| 4R      | uitgeschakeld in de vierde ronde |
| KF      | uitgeschakeld in de kwartfinale  |
| HF      | uitgeschakeld in de halve finale |
| F       | de finale verloren               |
| W       | het toernooi gewonnen            |
| w-v     | winst/verlies-balans             |

### Enkelspel
| toernooi             | 2007 | 2008 | 2009 | 2010 | 2011 | 2012 | 2013 | 2014 | 2015 | 2016 | 2017 | 2018 | 2019 |
| -------------------- | ---- | ---- | ---- | ---- | ---- | ---- | ---- | ---- | ---- | ---- | ---- | ---- | ---- |
| grandslamtoernooien  |      |      |      |      |      |      |      |      |      |      |      |      |      |
| Australian Open      | 1R   | 1R   | –    | 2R   | 1R   | 3R   | 2R   | 1R   | 2R   | –    | 3R   | 2R   | –    |
| Roland Garros        | –    | –    | –    | 2R   | –    | 1R   | 1R   | 1R   | 1R   | –    | –    | –    |      |
| Wimbledon            | –    | –    | 1R   | 2R   | 1R   | 3R   | 1R   | 1R   | 1R   | 3R   | –    | 2R   |      |
| US Open              | –    | –    | –    | 1R   | 1R   | 1R   | 1R   | 1R   | 1R   | 1R   | 1R   | 1R   |      |
| ATP Masters 1000     |      |      |      |      |      |      |      |      |      |      |      |      |      |
| Indian Wells         | –    | –    | –    | 1R   | –    | –    | 1R   | –    | –    | –    | –    | 1R   | –    |
| Miami                | –    | –    | –    | 1R   | –    | 2R   | 1R   | 2R   | 2R   | –    | 1R   | 1R   | 1R   |
| Monte Carlo          | –    | –    | –    | –    | –    | –    | –    | –    | –    | –    | –    | –    |      |
| Madrid               | l.c. | l.c. | –    | 1R   | –    | –    | –    | –    | –    | –    | –    | –    |      |
| Rome                 | –    | –    | –    | –    | –    | –    | –    | –    | –    | –    | –    | –    |      |
| Montreal/Toronto     | –    | –    | –    | –    | –    | 1R   | –    | –    | –    | –    | –    | –    |      |
| Cincinnati           | –    | –    | –    | –    | –    | –    | –    | –    | –    | –    | –    | –    |      |
| Shanghai             | l.c. | l.c. | –    | –    | –    | –    | –    | –    | –    | –    | –    | –    |      |
| Parijs               | –    | –    | –    | –    | –    | –    | –    | –    | –    | –    | –    | –    |      |
| olympisch            |      |      |      |      |      |      |      |      |      |      |      |      |      |
| Olympische Spelen    | g.t. | –    | g.t. | g.t. | g.t. | 1R   | g.t. | g.t. | g.t. | –    | g.t. | g.t. | g.t. |
| statistieken         |      |      |      |      |      |      |      |      |      |      |      |      |      |
| totaal aantal titels | 0    | 0    | 0    | 0    | 0    | 0    | 0    | 0    | 0    | 0    | 0    | 0    | 0    |
| eindejaarsranking    | 139  | 325  | 82   | 89   | 112  | 51   | 81   | 94   | 110  | 122  | 92   |      |      |

### Dubbelspel
| toernooi             | 2010 | 2011 | 2012 | 2013 | 2014 | 2015 | 2016 | 2017 | 2018 | 2019 |
| -------------------- | ---- | ---- | ---- | ---- | ---- | ---- | ---- | ---- | ---- | ---- |
| grandslamtoernooien  |      |      |      |      |      |      |      |      |      |      |
| Australian Open      | 1R   | 1R   | –    | 1R   | –    | –    | –    | –    | –    | –    |
| Roland Garros        | 1R   | –    | 1R   | 1R   | –    | –    | –    | –    | –    |      |
| Wimbledon            | 3R   | 1R   | 1R   | 1R   | –    | –    | –    | –    | –    |      |
| US Open              | 2R   | –    | 1R   | 1R   | –    | –    | –    | –    | 1R   |      |
| ATP Masters 1000     |      |      |      |      |      |      |      |      |      |      |
| geen deelnames       |      |      |      |      |      |      |      |      |      |      |
| olympisch            |      |      |      |      |      |      |      |      |      |      |
| Olympische Spelen    | g.t. | g.t. | 1R   | g.t. | g.t. | g.t. | –    | g.t. | g.t. | g.t. |
| statistieken         |      |      |      |      |      |      |      |      |      |      |
| totaal aantal titels | 0    | 0    | 0    | 0    | 0    | 0    | 0    | 0    | 0    | 0    |
| eindejaarsranking    | 89   | 112  | 51   | 81   | 94   | 110  | 122  | 92   |      |      |